# 兴安梓叶槭
兴安梓叶槭（学名：Acer catalpifolium subsp. xinganense）是无患子科槭属梓叶槭的亚种。分布在中国大陆的广西等地，生长于海拔1,600米的地区，见于山谷疏林中，目前尚未由人工引种栽培。